# Pablo Rubén Mariconda
Pablo Rubén Mariconda (Buenos Aires, 31 de outubro de 1949 - São Paulo, 15 de maio de 2025 ) foi um filósofo da ciência, professor universitário, tradutor e editor brasileiro, nascido na Argentina. Seus estudos e pesquisas concentraram-se  especialmente nos fundamentos éticos e epistemológicos da tecnologia e da ciência, em história, sociologia e metodologia das ciências, com ênfase na constituição da racionalidade científica moderna, e nas revoluções científicas. 
Graduou-se em filosofia em 1971 na Universidade de São Paulo e doutorou-se pela mesma instituição em 1986. De 1998 a 2000 realizou pesquisas de pós-doutorado junto à Equipe Rehseis (Recherches Epistémologiques et Historiques sur les Sciences Exactes et les Institutions Scientifiques), na Universidade Paris-Diderot (antiga Universidade Paris 7), França. Foi professor titular de Teoria do Conhecimento e Filosofia da Ciência do Departamento de Filosofia da USP desde 2006.
Em 1974, participou da tradução e seleção de vários de textos e obras da coleção Os pensadores .
Desde 2003 era editor responsável de Scientiae Studia - Revista Latino-Americana de Filosofia e História da Ciência, do Departamento de Filosofia da Faculdade de Filosofia, Letras e Ciências Humanas da Universidade de São Paulo (FFLCH-USP).
Membro fundador e presidente da Associação Filosófica Scientiae Studia desde 2003, foi também presidente da Associação Nacional de Pós-Graduação em Filosofia (Anpof), entre 2000 e 2001.